# Optegnelser fra et kælderdyb
Optegnelser fra et kælderdyb (på dansk også Kældermennesket. Optegnelser fra en undergrund) er en roman af den russiske forfatter Fjodor Dostojevskij. Den udkom i 1864, to år før hovedværket Forbrydelse og straf. 
Kældermennesket betragtes pga. sit tematiske slægtskab ofte som en prolog til Dostojevskijs store romaner - og markerer dertil et vendepunkt i forfatterskabet, ikke mindst ideologisk. Før Kældermennesket var Dostojevskij bedst kendt for sin debut  Fattige folk  fra 1845, hvori han skildrer fattigdommens konsekvenser for de laveste lag i det russiske samfund. I debuten finder man tydelige spor af det politiske engagement, der også næsten kostede forfatteren livet. Men fra Kældermennesket og frem er der en klar reaktionær tendens. Her lader forfatteren den navnløse hovedperson, som i kritikken kaldes Kældermennesket, opponere mod både politisk og æstetisk idealisme, nihilismen og den naturvidenskabelige positivisme. 

## Handling
Hovedpersonen er en mand omkring de fyrre, der fører en selvpålagt eneboertilværelse i Sankt Petersborg i 1860'erne. Bogens første del (omkring en tredjedel af romanen) er for det meste skrevet i nutid, og tjener som jeg'ets opgør både med 1840’ernes romantikere og samtidens nihilister. Opgøret rettes også mod Kældermennesket selv; han nærmest dissekerer sig selv i "en orgie af mental ekshibitionisme".
Anden del er mere en selvbiografisk skildring i fortid. Den finder sted i 1840’erne, da fortælleren er en 24-årig underordnet embedsmand i et ministerium, og stadig har selskabelig omgang med andre. Han er dog også en splittet personlighed, der på den ene side ser ned på andre - men samtidig er yderst misunderlige på dem. Han opfatter sig selv som et slags overmenneske, men er samtidig fyldt af den dybeste selvforagt. Som ensom ulv gribes han iblandt af en voldsom trang til at søge sammen med sin flok. Under en sådan episode opsøger han en skolekammerat, Simonov, som bliver meget overrasket over Kældermenneskets opdukken - ikke mindst, fordi Kældermennesket også insisterer på at deltage i en afskedsmiddag, Simonov og to kammerater er ved at planlægge for officeren Zverkov den følgende aften. Kældermennesket hadede Zverkov i deres fælles skoletid, men en indre tvang får ham til at deltage i middagen, hvor han kommer på kant med de andre og i tre timer bliver gående frem og tilbage over gulvet, tavs, mens de andre drikker. 
Da de så vil afslutte aftenen på et bordel, følger Kældermennesket opbragt og ydmyget efter dem i sin egen slæde. På bordellet er de allerede forsvundet, og kun en enlig prostitueret, Liza, sidder tilbage. Kældermennesket opnår hendes tillid i en samtale, hvor han skaber indtryk af at kunne hjælpe hende ud af hendes ulykke. Men da hun senere besøger ham, indser hun hans ulykke og giver sig til ham som en trøst. Da føler han sig tvunget til at fornærme hende ved at stikke hende en pengeseddel, da hun er på vej ud. Senere opdager han, at hun har smidt sedlen fra sig på et bord, hvad der ikke var faldet ham ind: "Det her blev for meget for mig." Selv om han indrømmer at have fablet om at få hende til at elske sig, hævder han ikke at have forestillet sig kærligheden som noget andet end "en kamp". Liza har alligevel fået ham til at indse, at et andet menneske kan lære ham noget om ham selv; at en anden faktisk kan føle noget positivt for ham, og at hans egen afstandtagen er et udtryk for pur egoisme. Denne indsigt fører alligevel ikke til nogen udvikling eller ændring i hans endeløse navlebeskuelse, hvor han tiltaler sine tænkte læsere som "mine herrer". 
Han afslører dog sin hybris: At han stiller så høje krav til sig selv, at han ikke kan indfri dem, og i stedet er endt med at betragte sig selv med en utilfredshed grænsende til afsky – til overmål i den overbevisning, at omgivelserne gør det samme. Hans kompromisløshed og særlige evne til krisemaksimering - hvor der nærmest ikke findes nogen grænse for, hvilket lavmål han kan nå - kan også læses som en farce om menneskelig dårskab. Kældermennesket isolerer sig; men det er til ringe trøst, da han er sygelig optaget af, hvad andre mener og tænker om ham. 
| Bog | Spire Denne artikel om bøger og tidsskrifter er en spire som bør udbygges. Du er velkommen til at hjælpe Wikipedia ved at udvide den. |